# Amal Al Qubaisi
Amal Abdullah Al Qubaisi (Abu Dabi, 18 de octubre de 1969) es una arquitecta y política de Emiratos Árabes Unidos. De noviembre de 2015 a noviembre de 2019 presidió el Consejo Nacional Federal en la XVIII legislatura, convirtiéndose en la primera mujer que presidió a través de las urnas una asamblea nacional en los Emiratos Árabes Unidos y el mundo árabe. También fue la primera mujer que llegó Consejo a través de las urnas. Antes de ocupar el cargo, fue presidenta del Consejo de Educación y Conocimiento de Abu Dabi. En su trayectoria profesional ha trabajado en ingeniería y preservación del patrimonio nacional. 

## Biografía
Nació en Abu Dabi donde se formó. Obtuvo una licenciatura en Arquitectura en 1993 en la Universidad de los Emiratos Árabes Unidos antes doctorarse en el Reino Unido en  2000 en Ingeniería Arquitectónica en la Universidad de Sheffield. Tiene el único doctorado del mundo en la conservación del patrimonio arquitectónico de los Emiratos Árabes Unidos. De 2000 a 2006 fue profesora asistente de arquitectura en la Universidad de los EAU. Como arquitecta, ha trabajado con la UNESCO para documentar y preservar más de 350 sitios históricos en los EAU, incluidos los fuertes de Al Jahili y Al Hosn.
En 2001, fue nombrada presidenta de la unidad de patrimonio cultural de la Autoridad de Turismo y Desarrollo Económico de Al Ain. Se desempeñó como presidenta hasta 2003. 

### Trayectoria política
El 16 de diciembre de 2006 participó en las primeras elecciones locales convocadas en los Emiratos. Ocupó el tercero de los cuatro escaños en disputa. En 2007 asumió un escaño como miembro del Consejo Nacional Federal por Abu Dhabi, lo que la convirtió en la primera mujer elegida como miembro de la cámara. Presidió el comité de educación, juventud, medios de comunicación y cultura. Miembro de la comisión de salud, trabajo y asuntos sociales.
En 2011, Al Quabaisi fue elegida como primera vicepresidenta del Consejo Nacional Federal lo que le permitió en enero de 2012 ser la primera mujer en presidir una sesión de la Asamblea Nacional. En 2014, fue nombrada presidenta del Consejo de Educación de Abu Dhabi .
El 18 de noviembre de 2015, Amal Al Qubaisi fue elegida Presidenta del Consejo Nacional Federal, convirtiéndose en la primera mujer líder de una asamblea nacional en la región.

## Premios
- 2008, Premio Abu Dhabi[4]
- 2008, Premio a la Excelencia en el Liderazgo Femenino de Oriente Medio, por ser la mujer más destacada por su destacado logro político en 2007
- 2009, Medalla de Honor de Abu Dhabi
- 2014, Premio Emirati Pioneers, por ser la primera mujer emiratí elegida como miembro del Consejo Nacional Federal.
- 2016, Doctorado honoris causa de la Universidad de Sheffield[10]
- 2017 Premio a la Excelencia del mejor presidente del Parlamento Árabe del Grupo Árabe de la Unión Interparlamentaria (AIPU).[11][12]